# Filmhallen
De Filmhallen, ook wel FilmHallen, is een filmtheater in het complex De Hallen in de voormalige tramremise Tollensstraat in Amsterdam-West. De exploitanten zijn Kadir Selçuk en Alex Rutten van The Movies.
De bioscoop draait sinds 4 september 2014, met op 8 september de première van de Nederlandse speelfilm Nena van Saskia Diesing.
De Filmhallen doet mee aan het samenwerkingsverband Cineville van filmhuizen en bioscopen.

## Cinema Parisienzaal
In zaal 7 is het art-deco-interieur met Amsterdamse School-accenten uit 1924 ingebouwd van de vroegere Cinema Parisien, die tot 1987 op de Nieuwendijk gevestigd was. Dit interieur was eerder geïnstalleerd in een zaal van het Filmmuseum toen dat in het Vondelparkpaviljoen was gevestigd. Het werd in 1991 door architect Joop van Stigt ingebouwd in het gebouw van het Filmmuseum. Toen het Filmmuseum in 2012 verhuisde naar het nieuwe EYE-gebouw in Amsterdam-Noord, werd het Parisien interieur ontmanteld en opgeslagen. In het najaar van 2014 kreeg het oude interieur van Cinema Parisien een derde leven als filmzaal in de Filmhallen. De zaal werd in gebruik genomen op 22 oktober 2014. Regisseur Jan Willem Looze[dode link] maakte hiervan de korte documentaire 'Dat mocht niet verloren gaan'.